# شومكون تاني
شومكون تاني (باليابانية: 谷 俊勲) (مواليد 11 أغسطس 1993) هو لاعب كرة قدم ياباني.

## وصلات خارجية
- شومكون تاني على موقع رابطة كرة القدم اليابانية للمحترفين (اليابانية)
- شومكون تاني على موقع Soccerway.com (الإنجليزية)